# Pedicularis contorta
Pedicularis contorta är en snyltrotsväxtart som beskrevs av George Bentham. Pedicularis contorta ingår i släktet spiror, och familjen snyltrotsväxter.

## Underarter
Arten delas in i följande underarter:
- P. c. ctenophora
- P. c. rubicunda

## Bildgalleri

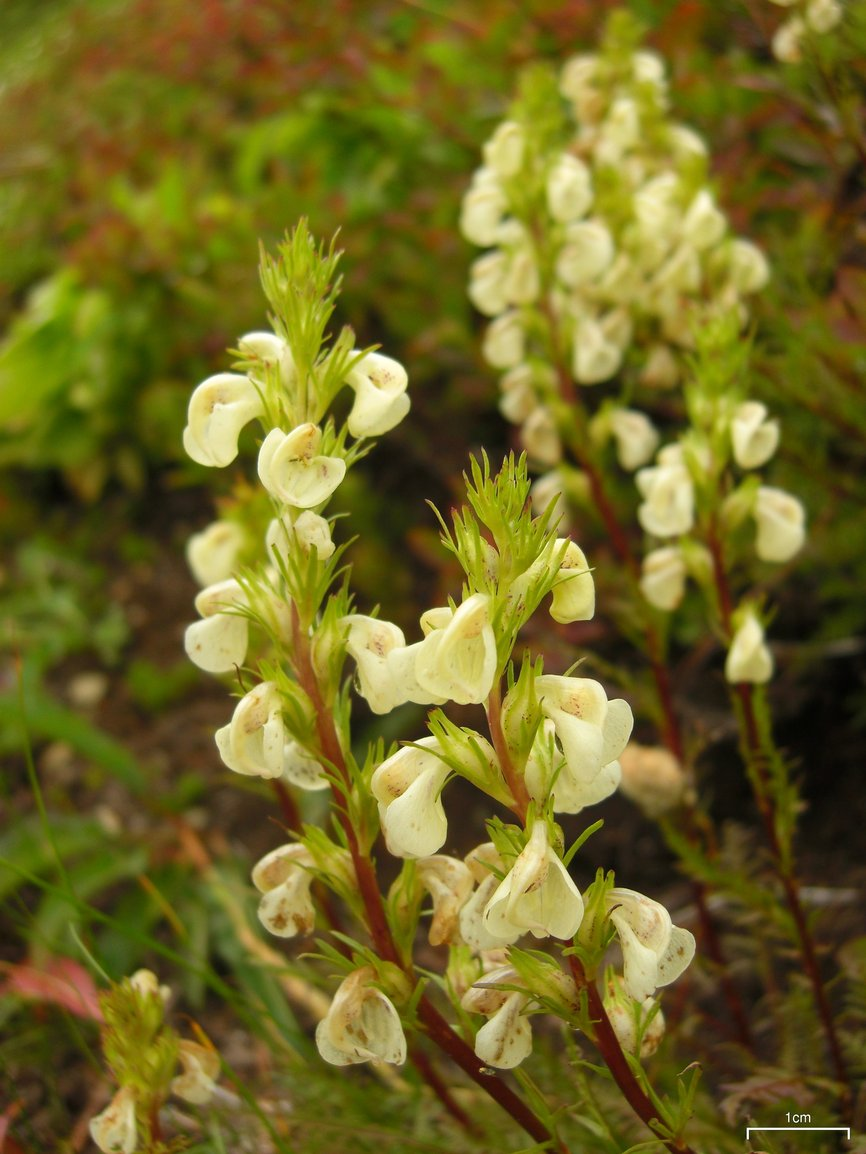
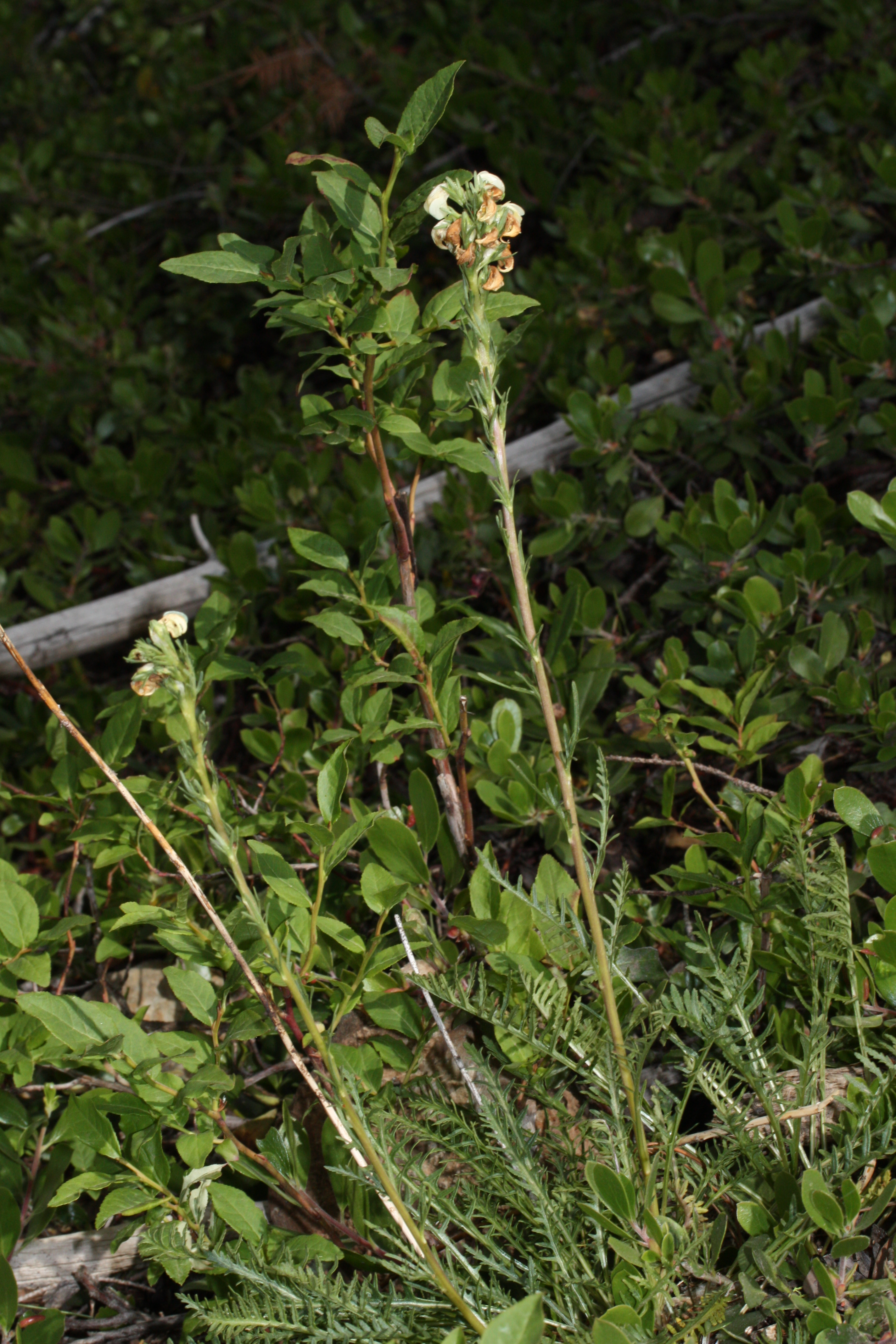
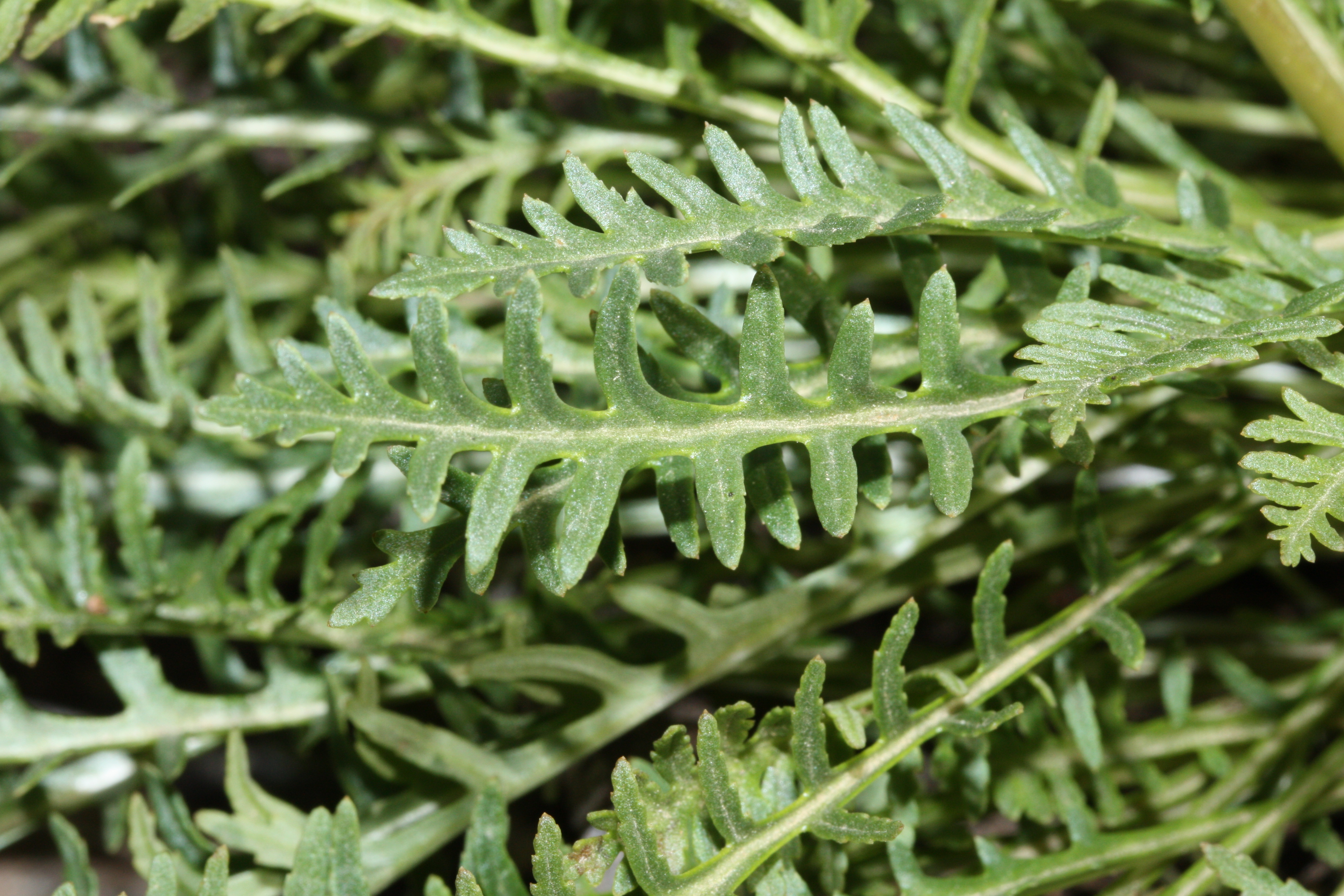
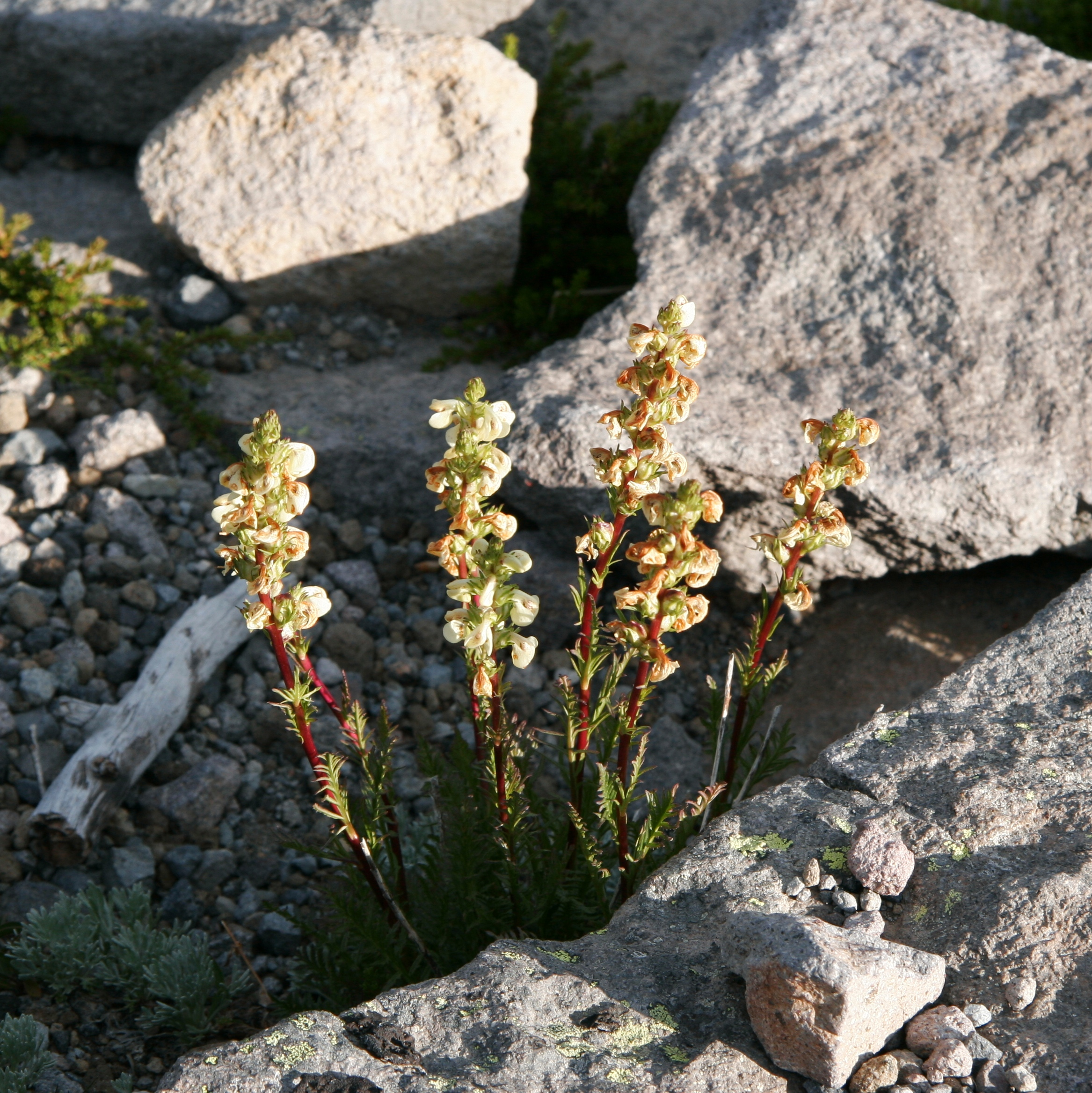
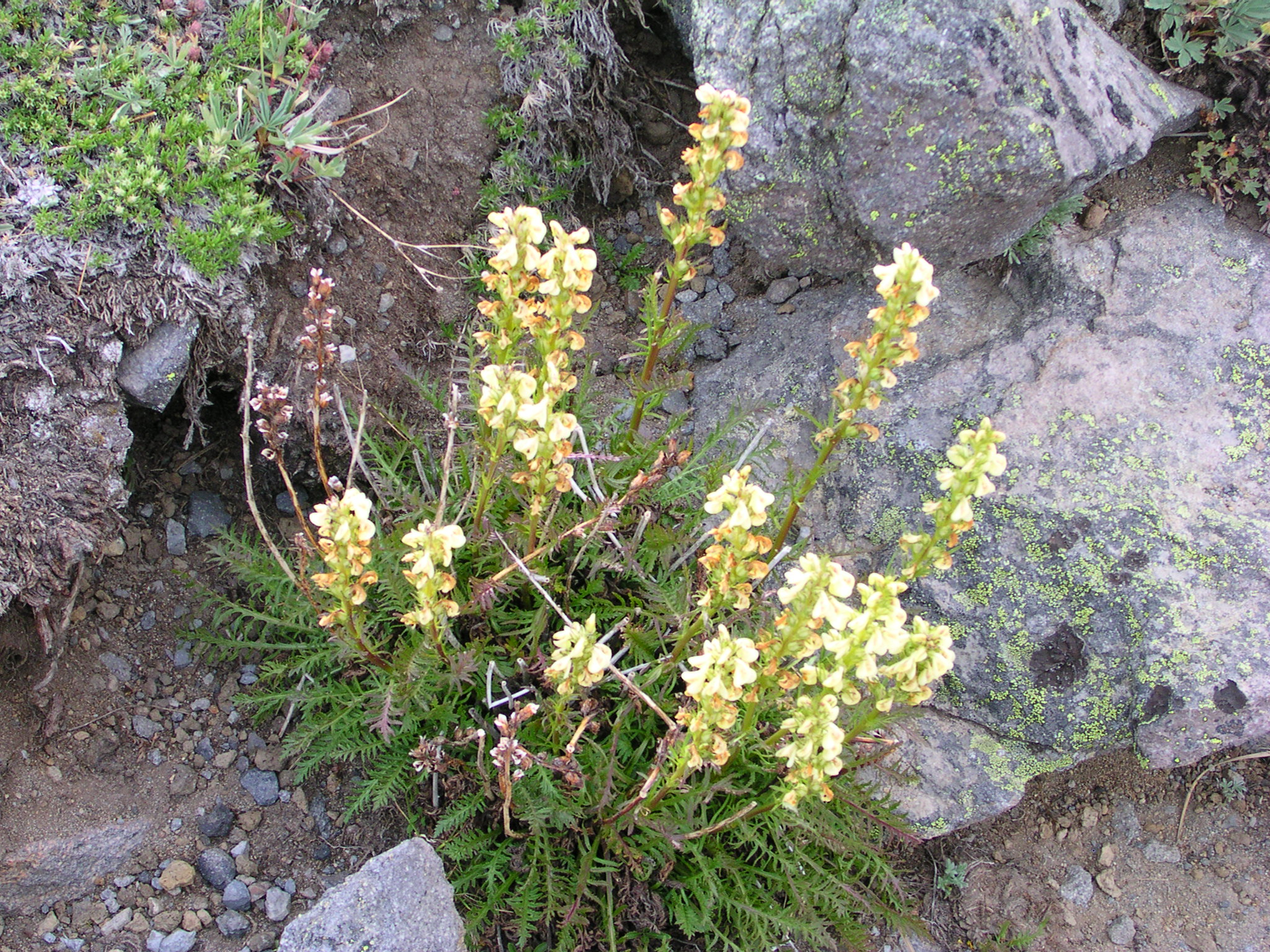
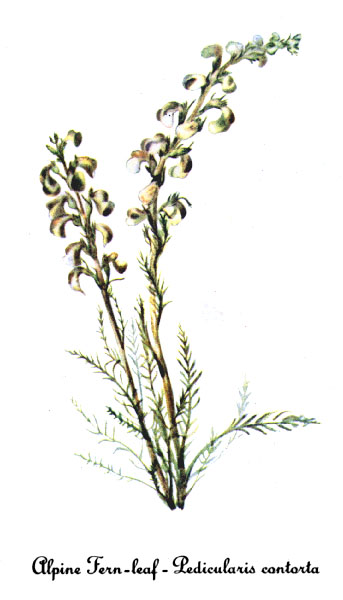